# Actinokentia
Actinokentia es un género con dos especies de plantas con flores de la familia  Arecaceae.  Es nativo de Nueva Caledonia.

## Taxonomía
El género fue descrito por Carl Lebrecht Udo Dammer  y publicado en Botanische Jahrbücher für Systematik, Pflanzengeschichte und Pflanzengeographie 39: 20. 1906.
Etimología
Actinokentia: nombre genérico que combina el término Aktis que significa "un rayo o un haz de luz", con la kentia nombre otorgado en honor de William Kent (1779-1827), que fue curador en el Jardín Botánico de Buitenzorg, Java (ahora Kebun Raya Bogor).

## Especies
- Actinokentia divaricata
- Actinokentia huerlimannii